# Kees van Brink
Cornelis Hendrik (Kees) van Brink (Schiedam, 20 maart 1914 – Sydney (Australië), 11 december 2004) was tijdens de Tweede Wereldoorlog na Lodo van Hamel de tweede geheim agent die naar Nederland werd gestuurd.

## Levensloop
Sinds 1936 was Kees van Brink in Australië. Toen de oorlog uitbrak, ging hij naar Engeland, waar hij eind juli 1940 aankwam. Nadat zijn aankomst kreeg hij van MI6 een opleiding tot geheim agent. Hij leerde seinen en coderen. In de nacht van 18 op 19 november 1940 werd hij door de RAF geparachuteerd bij Kippenburg in het Gaasterland.
De bedoeling was dat hij een netwerk zou opzetten waar inlichtingen verzameld zouden worden. Hij moest contact opnemen met J.A. Zaal, die hem later moest opvolgen. De veilige contactadressen die hij had meegekregen, bleken door de Duitsers in de gaten gehouden te worden. Hij ging dus naar Rotterdam, en heeft volgens eigen rapportage 46 telegrammen naar Londen gestuurd. 
Na het vervullen van zijn opdracht wilde hij naar Engeland teruggaan. Hij had al met Heye Schaper afgesproken dat deze hem op het IJsselmeer zou afhalen maar de Britten wilden hem niet laten ophalen. Hij is toen op 29 november 1941 via de Zuidelijke route naar Frankrijk gegaan. Op 7 december bereikte hij Marseille. Vandaar ging hij via Spanje, Portugal, Curaçao, de Verenigde Staten en Canada naar Engeland, waar hij op 18 september 1942 aankwam.
In januari 1944 werd hij naar Lissabon gestuurd om bij Bureau Inlichtingen aldaar te werken. In januari 1945 werd hij waarnemend hoofd Bureau Inlichtingen in Londen.

## Onderscheidingen
- Kruis van Verdienste[3]
- Bronzen Kruis[3]
- King's Commendation for Brave Conduct